# Гильзаи

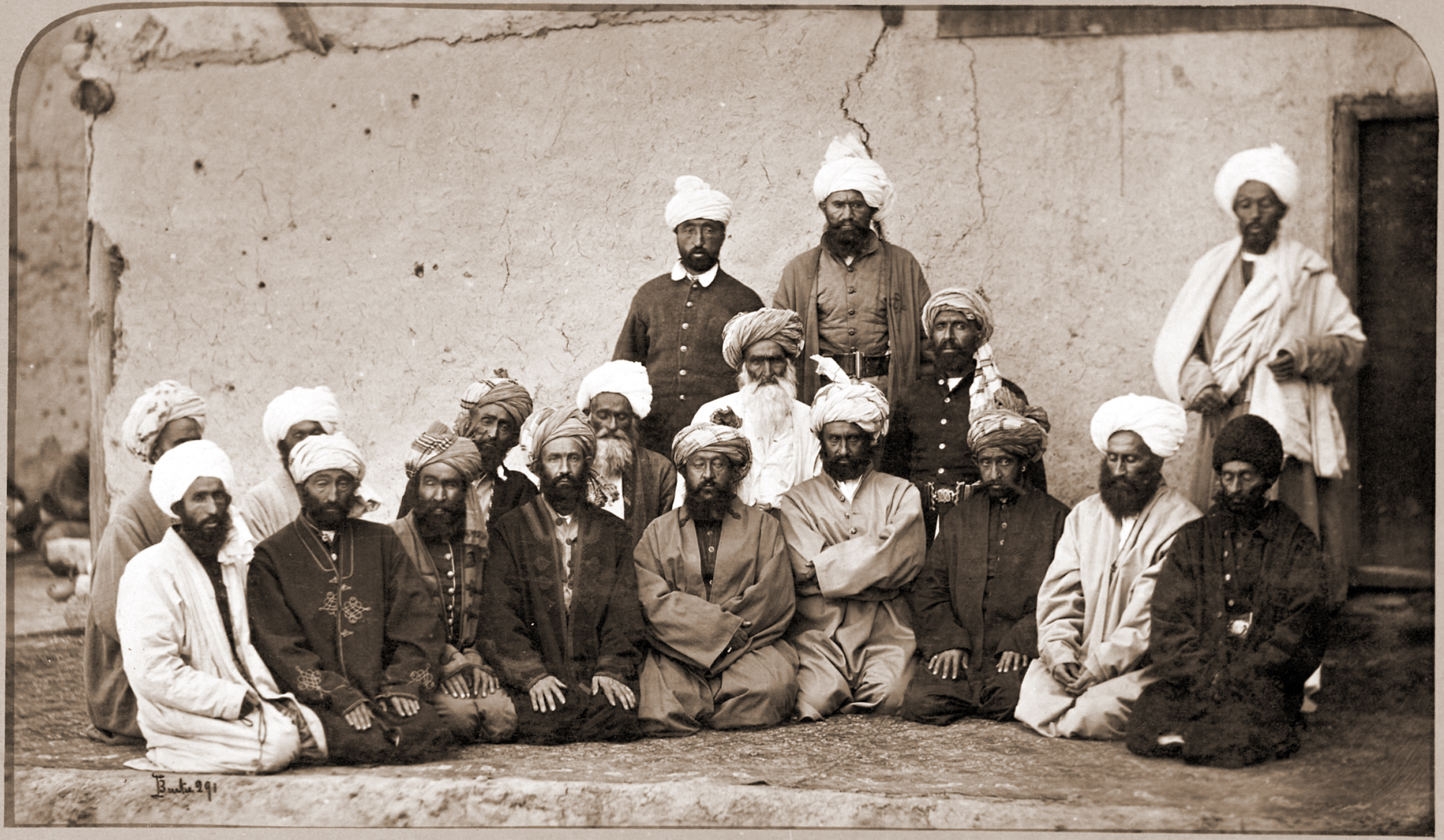
Группа вождей и ханов гильзаев в Кабуле

Гильзаи (пушту غلزی‎), гарзаи (пушту غرزی‎) или гильджи (пушту غلجي‎) — самоназвание одного из племенных объединений пуштунов (афганцев), по своей роли в стране занимающее второе место после племени дуррани. Относятся к индо-средиземноморской расе большой европеоидной расы. Говорят на восточном диалекте пушту. По своему вероисповеданию являются мусульманами-суннитами.
Считается, что они произошли, по крайней мере частью, от тюрок-халаджей, пришедших в Афганистан в X веке.
Населяют обширную, преимущественно гористую территорию на востоке Афганистана, главным образом в районах Калат-и-Гильзаи и Газни. Численность составляет свыше 1,5 миллионов человек (данные на 1988 г.). Делятся на 2 ветви: западную — туран (племена хароти, токи, хотак и др.) и восточную — ибрахимхель буран (племена сулейманхель, алихель, сахак, андархель насар, таракхель и др.). К западным гильзаи относятся хотак или хотаки (ок. 80 тыс. чел.), живущее к северо-востоку от Кандагара и к юго-востоку от оазиса Газни. Другое племя-тохи (ок. 150 тыс. чел.) живет в районе Калат-и-Гильзаи, в долинах рек Тарнак и Аргендаб, к северу до Хазараджата. Третье племя — андар (130 тыс. чел.) — обитает в области Шильгар. Из восточных гильзаи наиболее крупным является племя сулейманхель (ок. 350 тыс. чел.), проживающее к югу и юго-востоку от Кабула, до района Джелалабада. Сулейманхель в значительной части кочевники; часть племени занимается караванной торговлей. Племя алихель (ок. 70 тыс.чел) живет преимущественно в районе города Мукура, занимается земледелием (Кочнев, Логашова 1988 : 134; Асланов 1957 : 58).

## История
Этноним гильзаи возводят к названию тюрок-халаджей, ассимилированных афганцами в средние века. В первой половине XVIII века им удалось добиться политического и военного преобладания в Афганистане. В 1747 году вошли в состав Дурранийской державы (Кочнев, Логашова 1988 : 134).

## Этнография
Традиционные занятия — пашенное земледелие и скотоводство, в том числе — отгонное. Сохраняются патриархально-феодальные отношения. У западных гильзаи к началу XIX века сложился феодальный строй. Восточные гильзаи поныне живут в условиях патриархально-феодального быта. Во главе племени стоит хан, во главе рода — малик или машр. Традиционная культура — общеафганская. Постепенно включаются в процесс этнической консолидации афганцев. Основными типами жилища являются: у кочевников — шатёр из шерстяной ткани, у оседлых жителей — глинобитный или сложенный из необожжённого кирпича дом (Кочнев, Логашова 1988 : 134—135; Асланов 1957 : 68-69, 74).

## Роль в политике
Гильзаи играют большую роль в политике Афганистана. В частности, с 2015 года  правительство национального единства комплектовалось по преимуществу из гильзаев.
- Нур Мохаммад Тараки
- Хафизулла́ Ами́н
- Мохаммад Наджибулла́ Ахмадзаи
- Ашраф Гани Ахмадзай